# Levity
Levity är en amerikansk långfilm från 2003 i regi av Ed Solomon, med Billy Bob Thornton, Morgan Freeman, Holly Hunter och Kirsten Dunst i rollerna.

## Rollista
| Billy Bob Thornton | – Manuel Jordan      |
| Morgan Freeman     | – Miles Evans        |
| Holly Hunter       | – Adele Easley       |
| Kirsten Dunst      | – Sofia Mellinger    |
| Manuel Aranguiz    | – Senor Aguilar      |
| Geoffrey Wigdor    | – Abner Easley       |
| Luke Robertson     | – Young Abner Easley |
| Dorian Harewood    | – Mackie Whittaker   |
| Catherine Colvey   | – Claire Mellinger   |
| Billoah Greene     | – Don                |